# 유실 매체

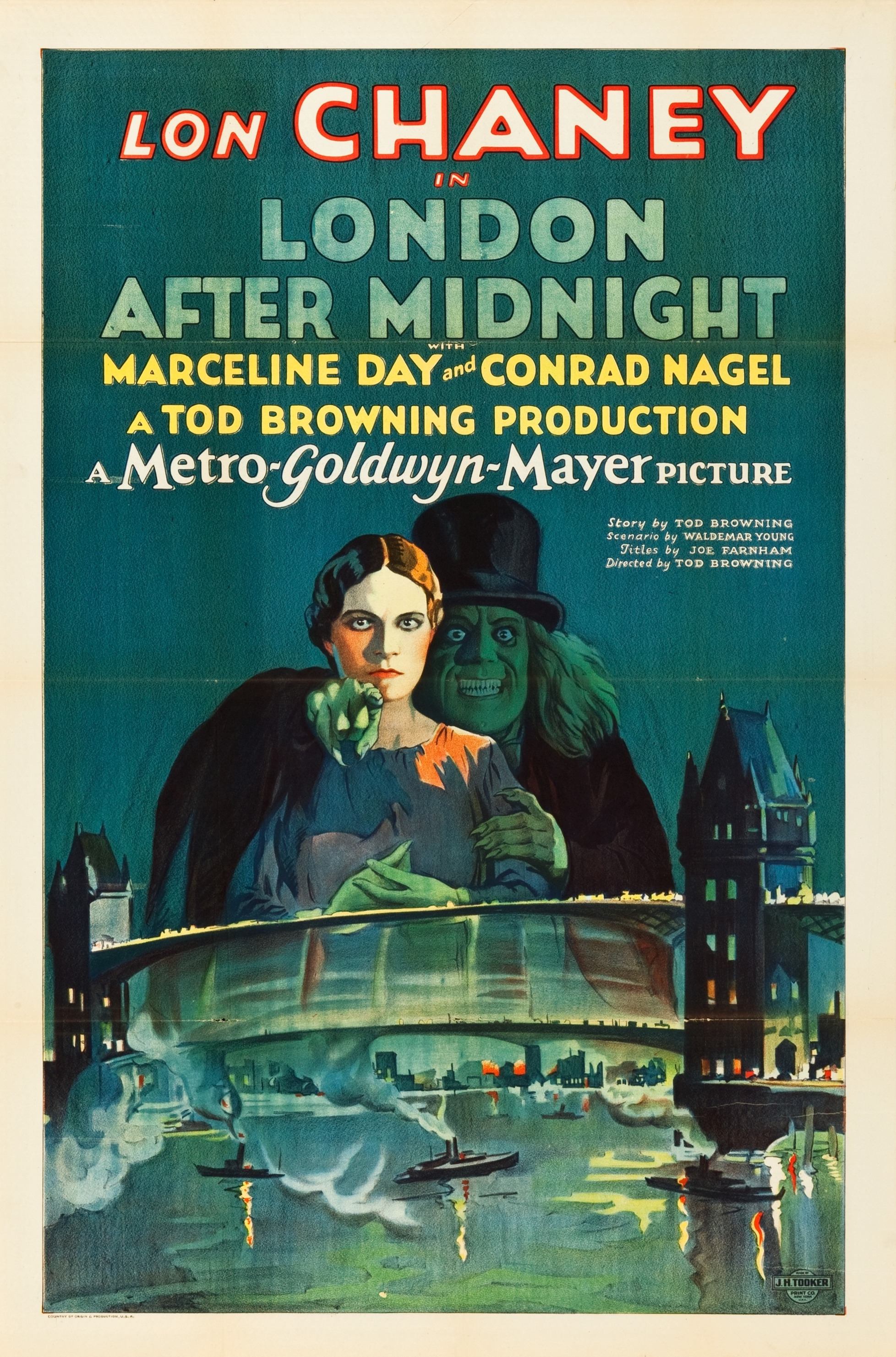
유실 영화의 대표 사례로 꼽히는 자정 이후의 런던의 극장 개봉 포스터. 이 영화의 마지막 사본은 1965년 MGM 금고 화재로 유실됐다.

유실 매체 (流失媒體, 또는 유실 미디어), 영어로 로스트 미디어(영어: Lost media)는 사람들의 기억 속에서 존재가 잊히면서 사라지거나, 기억되고 있더라도 더 이상 어떤 형식으로도 실존하지 않는 매체 (미디어)를 말한다. 그 대상은 시각, 청각, 시청각 매체를 아우르며, 구체적으로는 영화, 텔레비전 방송, 라디오 방송, 음악, 비디오 게임이 해당된다.
유실 매체가 발생하는 원인은 인위적 요인과 기술적 요인으로 나눌 수 있다. 먼저 인위적 요인의 경우에는 모종의 사유로 자료를 파기하게 된 것에서 기인한다. TV / 라디오 방송의 경우, 방송분이 녹화/녹음된 자기테이프는 일부만 남기고 파기하는 것이 한때 방송업계의 관행이었다. 영화의 경우에도 촬영 스튜디오에서 필름을 없애 버리는 경우가 많았다. 이는 처음 공개할 당시 수익을 얻고 나서는 기본적으로 또 공개할 이유는 없기에 당장 쓸모도 없고, 보존할 가치가 없다고 여기는 경우가 많았기 때문이다. 또 스튜디오나 공공 아카이브에 보관되어 있다 하더라도 저작권이나 기증자 측에서 내건 제한 규정으로 인해 볼 수 없는 경우도 존재한다.
기술적 요인의 경우 저장매체가 오랫동안 보존되지 못하는 특성을 지닌 것에서 기인한다. 필름, 테이프, 축음기 음반, 광학 디스크 (CD, DVD 등), 하드 드라이브에 저장된 디지털 데이터 등 모든 저장매체는 비영구적인 특성으로 인해 시간이 흐르면 자연스럽게 품질이 저하되며, 보관환경이 적절치 못했다면 훼손 가능성이 더욱 늘어난다.
매체의 유실을 방지하기 위해 그것을 보존하려는 노력도 존재하는데, 작품을 수집하여 보존하는 기관을 아카이브라고 부른다. 한국 영화의 경우 1996년부터 영화 필름을 비롯한 자료들을 한국영상자료원에 의무적으로 제출토록 하는 납본제가 시행되고 있다. 다른 예로 악틱 월드 아카이브 (Arctic World Archive)는 깃허브의 공개 저장소에 보관된 코드를 보존하는 기관으로서 여러 기업과 기관, 정부들이 관심을 가질 만한 광범위한 데이터를 보존하는 역할을 맡고 있다.

## 유실 영화

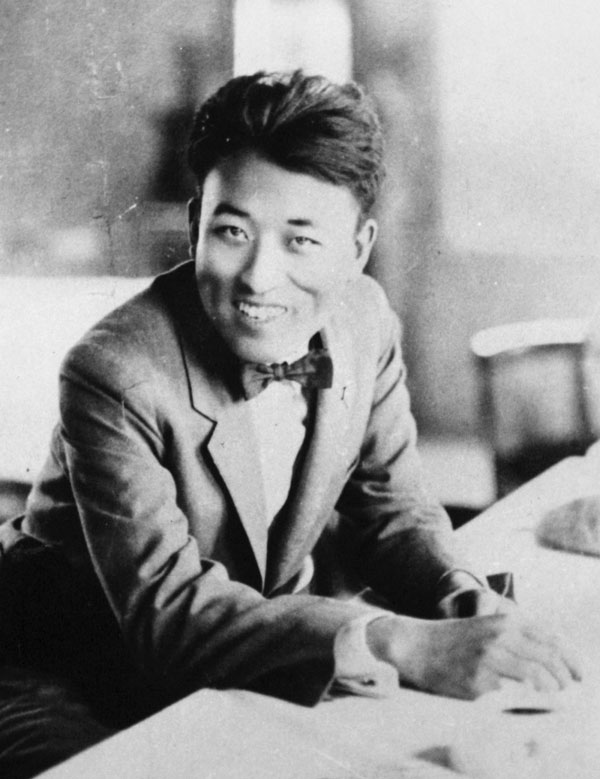
일제강점기 영화인 나운규는 《아리랑》과 《임자 없는 나룻배》를 비롯한 수많은 작품을 남겼으나 현존하는 작품은 단 한 편도 존재하지 않는다.

필름이 사라진 영화들을 '유실 영화'라고 부른다. 특히 영화 역사상 초창기에 제작된 영화들은 다양한 이유로 사라지는 경우가 많다.
한국 영화의 경우 한국영상자료원으로의 필름 의무제출 제도가 시행된 1996년 이전의 작품은 유실된 영화가 많다. 특히 일제강점기의 영화들은 6.25 전쟁을 거치며 유실된 경우가 많아 현존하는 작품이 한자리수에 그치고 있으며, 1960년대와 1970년대 영화도 보존율이 각각 44%, 84%에 그치는 것으로 집계되고 있다. 당시 상영되고 난 필름을 고물상에 팔리거나 쓰레기로 폐기, 혹은 밀짚모자의 테두리로 재활용된 경우가 많았다.
미국 영화의 경우에도 무성 영화의 상당수가 유실된 것으로 전해지고 있다. 미국 의회도서관이 작성한 2013년 보고서에 따르면 미국에서 제작된 무성 영화의 70%가 완전히 손실된 것으로 추정된다.

## 유실 방송
텔레비전 방송의 경우에도 초창기의 방송은 유실된 경우가 많다. TV 스튜디오의 기록보관소, 개인 보관소에서 조회할 수 없는 프로그램들이 해당된다. 보존 여건이 여의치 않은 경우도 있었지만, 방송국 측의 판단으로 보존 테이프를 파기하거나 방치하면서 유실되는 경우도 있다.

## 유실 음악
음악의 경우, 녹음본은 남아 있는데 원작자나 출처를 알 수 없는 경우가 존재하며, 이는 2020년대 들어 로스트웨이브 (Lostwave)라는 신조어로 소개되고 있다. 로스트웨이브의 대표적인 예시로는 1980년대 독일 라디오 방송에서 틀어진 Subways of Your Mind, 1999년경에 방송에서 틀어져서 17초 분량으로 녹음되었다고 전해지는 Everything Knows That (Ulterior Motives)가 있다.

## 유실된 비디오 게임
콘솔 게임의 경우 게임 다운로드가 이뤄지는 디지털 상점이 문을 닫으면 사라지는 경우가 많으며 Wii 쇼핑채널, 닌텐도 eShop (Wii U / Nintendo 3DS)이 대표적인 사례다. 플레이스테이션 네트워크에서도 사일런트 힐 시리즈의 미출시 티저 게임이었던 P.T.가 공개 1년만에 내려가면서 로딩이 불가해졌고, 게이머들 사이에서 부활 시도가 있었으나 코나미와의 법적 문제로 차단됐다.
모바일 게임의 경우 구글 플레이나 애플 앱스토어에서는 재등록이 이뤄지지 않고 사용할 수 없는 어플이나 게임을 자주 삭제하는 것으로 알려져 있다.

## 유실된 디지털 데이터
컴퓨터에 저장된 데이터는 최신 파일 형식으로 계속 이관해주지 않으면 유실될 위험이 있다. 이는 시간이 흐르면서 새로운 컴퓨터 시스템이 개발되고 새로운 기술이 구축되는 한편으로, 구식 시스템이 고장나고 내부 데이터에 액세스할 수 없는 경우가 있기 때문이다. 디지털 데이터의 보존이 까다로운 이유는 하드웨어가 고장나서 엑세스가 불가능할 시, 데이터를 디코딩할 수 있는 특정 컴퓨터 시스템을 구현한 에뮬레이터가 요구되기 때문이다. 한편 원본 시스템의 이해를 동반한 리버스 엔지니어링 작업을 통해 원본 디지털 데이터를 디코딩하여 되살리는 경우도 존재한다.

### 유실된 인터넷 매체
인터넷에 공개된 텍스트, 영상, 사진 등의 매체는 해당 웹사이트가 폐쇄된 경우, 미보존 상태에서 작성자가 스스로 삭제한 경우, 애초에 보존된 적이 없는 경우처럼 다양한 문제로 유실되기 쉽다. 라이브 스트리밍, 블로그 게시물 등이 대표적이다.

## 같이 보기
- 방송 신디케이션
- 분류:유실된 작품
- 유실 예술품
- 유실 문학 작품
- 레어 그루브
- 기록과학
- 매체고고학
- 매체보존
- 데이터 고고학
- 데이터 보존
- 디지털 보존
- 고아 저작물

## 관련 문헌
- Hansen, Kathleen A.; Paul, Nora (2017). 《Future-proofing the news : preserving the first draft of history》. Rowman & Littlefield. ISBN 978-1-4422-6712-1. OCLC 961007777.